# Törpe simabálna
A törpe simabálna (Caperea marginata) az emlősök (Mammalia) osztályának párosujjú patások (Artiodactyla) rendjébe, ezen belül a Cetotheriidae családjába tartozó egyetlen élő faj.
Nemének az egyetlen faja.
A legkisebb és legkevésbé ismert bálna. Ritkán látható a tengereken, és kevés hiteles megfigyelése volt. Hasonlít a csukabálnához (Balaenoptera acutorostrata), de azért vannak köztük eltérések: a törpe simabálna alsó állkapcsa erősen görbül, sok csukabálna mellúszóján pedig feltűnő fehér sáv látható. A többi simabálnához (Balaenidae) – neve ellenére, nem áll szorosabb rokonságban a simabálnákkal – hasonlóan, a szájüreg boltozatos. Különbség viszont, hogy hátúszója van, melynek alakja változatos, teste sokkal áramvonalasabb, feje teste méretéhez képest kisebb, mint a nagy testű fajoké. Lehetetlen megbecsülni a törpe simabálna népességét, de valószínűleg gyakoribb annál, mint amire a kevés megfigyelésből következtetni lehet.

## Előfordulása
Többnyire csak távoli, elszórt partra vetődései ismertek, főként Új-Zélandon, Dél-Ausztráliában és Dél-Afrikában, de kevés a használható információ. A legtöbb megfigyelés a déli szélesség 31° és 52° között történt, bár van egy adat Tűzföldről is, a déli szélesség 55°-nál. Elterjedési határát talán a felszíni vizek hőmérséklete szabja meg, ritkán található 5-20 °C-nál hidegebb vízben. A fiatalok tavasszal és nyáron a part menti vizekbe vándorolnak. Egyes populációk rezidensek, pl. Tasmaniában. A legtöbb megfigyelés védett, sekély öblökben történt, de számos példánnyal találkoztak már a nyílt óceánon is. Csoportmérete általában 1-2 fő, ritkább esetekben 3-8 példány.

## Megjelenése
Kifejlett testhossza 6-6,5 méter, testtömege 3-3,5 tonna. Teste hátoldala szürke, hasi oldala világosabb. A fején nincsenek bőrkeményedések, erősen ívelt szájvonala és fehér ínye van. Hátúszója, a hát közepétől messze hátra esik.

## Életmódja
Világító krillel, vagy egyéb rákokkal táplálkozik. A tengereken szinte lehetetlen észrevenni kicsi, jelentéktelen páraoszlopát. Jellemző, hogy egyszerre néhány másodpercnél többet nem időzik a felszínen. Ugrást és farkcsapkodást még nem figyeltek meg. A csukabálnához hasonlóan dugja ki a fejét a vízből, de attól eltérően, hátúszója és háta gyakran láthatatlan marad. Egy fehér villanást lehet látni(az alsó állkapcsot, vagy az ínyt) és az állat orra áttör a felszínen. Farokúszóját sohasem emeli ki teljesen a vízből. Lassan, a törzsén végighaladó hullámmozgással úszik, de képes hirtelen gyorsítani. Egyes vélemények szerint merülési ideje 40 másodperc és 4 perc között van. Megfigyelték gömbölyűfejű delfinek, tőkebálnák és valószínűleg csukabálnák társaságában.

## Szaporodása
Az újszülött mérete körülbelül 1,6-2,2 méter.

## Veszélyeztetettsége
Halászhálóba gabalyodás.